# Kara-Gol (Ardabil)
Kara-Gol (perz. قره گل ili قره گلی; Kara-Goli) je jezero u Ardabilskoj pokrajini na sjeverozapadu Irana, oko 20 km istočno od Mešginšahera odnosno 35 km zapadno od Ardabila. Smješteno je na sjevernim obroncima Sabalana na nadmorskoj visini od 3072 m i jedno je od osam prirodnih jezera na vulkanskoj planini, dok ostala uključuju Atgoli, sarapski Kara-Gol, Kizil-Bare-Goli, Kizil-Gol, Kuri-Gol, Sari-Gol i kratersko Sabalansko jezero. Jezero se vodom opskrbljuje prvenstveno pomoću sjevernih planinskih pritoka koji nastaju proljetnim otapanjem snijega, a otječe prema jugu pritokom Karasua koji pripada kaspijskom slijevu. Najbliže naselje koje gravitira jezeru je Gonbad, selo udaljeno 6,0 km prema sjeveru.

## Poveznice
- Zemljopis Irana
- Popis iranskih jezera